# Península de Shandong
La península de Shāndōng (en chino tradicional, 山東半島; en chino simplificado, 山东半岛), también conocida como península de Jiāodōng (胶东半岛; 膠東半島) es una península en la provincia de Shandong al noreste de China, que marca el límite sur del mar de Bohai. Está enfrentada a la península de Liaodong, separadas ambas por el estrecho de Bohai.
Las principales ciudades en la península son Qingdao, Yantai y Weihai.
El dialecto local del chino mandarín se conoce como Jiao-Liao y también se habla en la península de Liaodong, al norte, al otro lado del estrecho de Bohai.

## Historia
La península de Shandong, formó parte de las concesiones alemanas en China. Después de la Primera Guerra Mundial, se esperaba que Shandong, sería devuelta a la República de China, en vez de eso, Duan Qirui firmó con Japón, el 30 de abril de 1919, un acuerdo de cesión hasta el 10 de diciembre de 1922, a cambio de un préstamo.
- Datos: Q858306
- Multimedia: Shandong / Q858306